# Ingerana reticulata
Ingerana reticulata é uma espécie de anura da família Ranidae.
Pode ser encontrada nos seguintes países: China e possivelmente em Índia.
Os seus habitats naturais são: florestas temperadas.